# Moor Park (metropolitana di Londra)
Moor Park è una stazione della linea Metropolitan della metropolitana di Londra.

## Storia
L'estensione da Pinner a Rickmansworth venne inaugurata nel 1887 dalla Metropolitan Railway anche se Moor Park non venne aperta in quella data. Poco dopo il 1899, passavano dalla stazione i treni della Great Central Railway oltre a quelli della Metropolitan. Il 9 maggio 1910, la stazione venne aperta con il nome Sandy Lodge, derivato dal campo di golf omonimo. Venne rinominata Moor Park & Sandy Lodge nel 1923 per far emergere che era nell'area di Moor Park. La linea venne elettrificata nel 1925 quando la diramazione di Watford passò dalla trazione a vapore a quella elettrica. Ne 1950 la stazione venne rinominata Moor Park e nel 1961 completamente ricostruita, portando il numero delle piattaforme a quattro.

## Strutture e impianti
La stazione si trova al confine tra Travelcard Zone 6 e la Zone 7.

## Galleria d'immagini

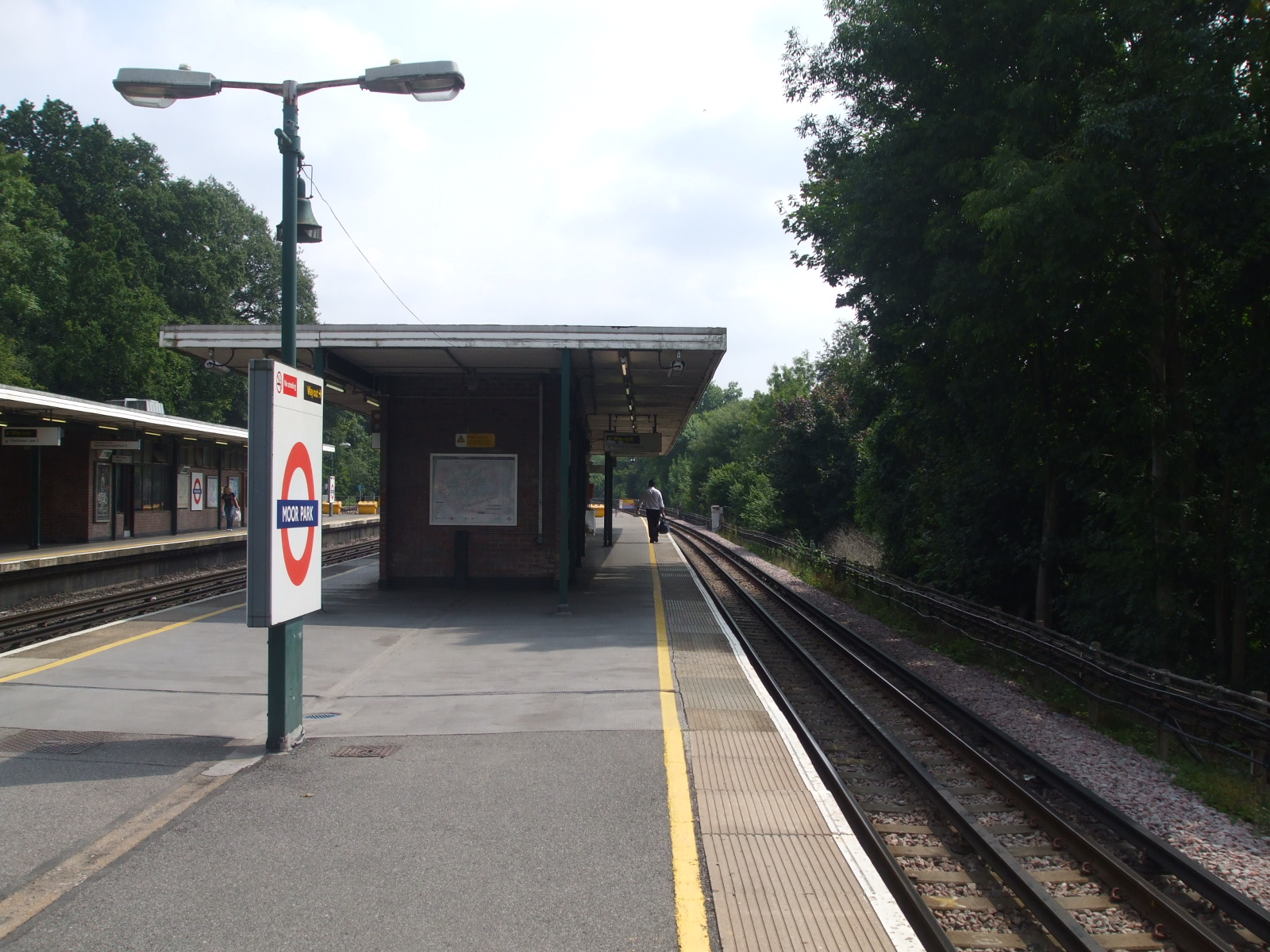
Piattaforma veloce verso nord
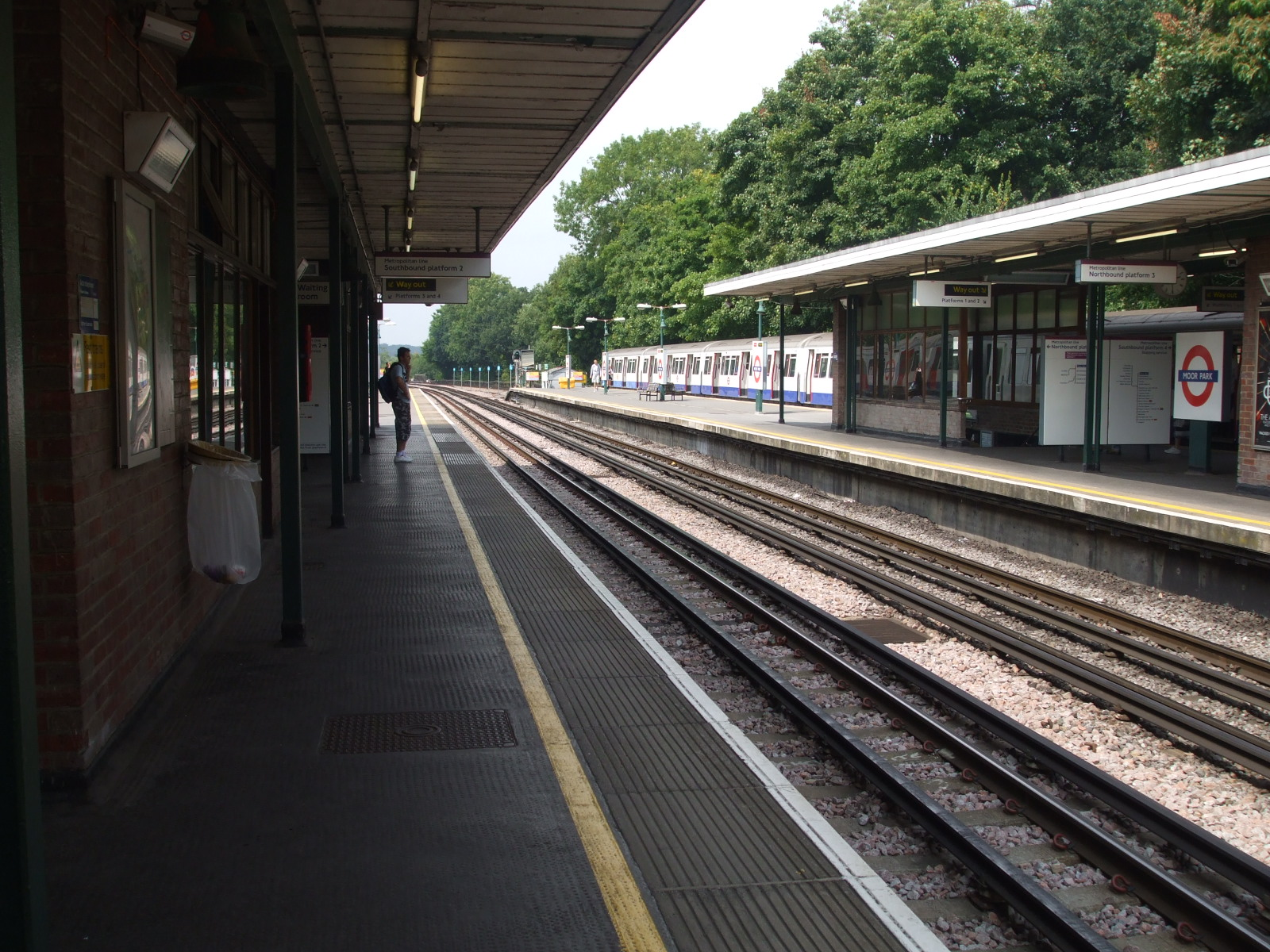
Piattaforma veloce verso sud
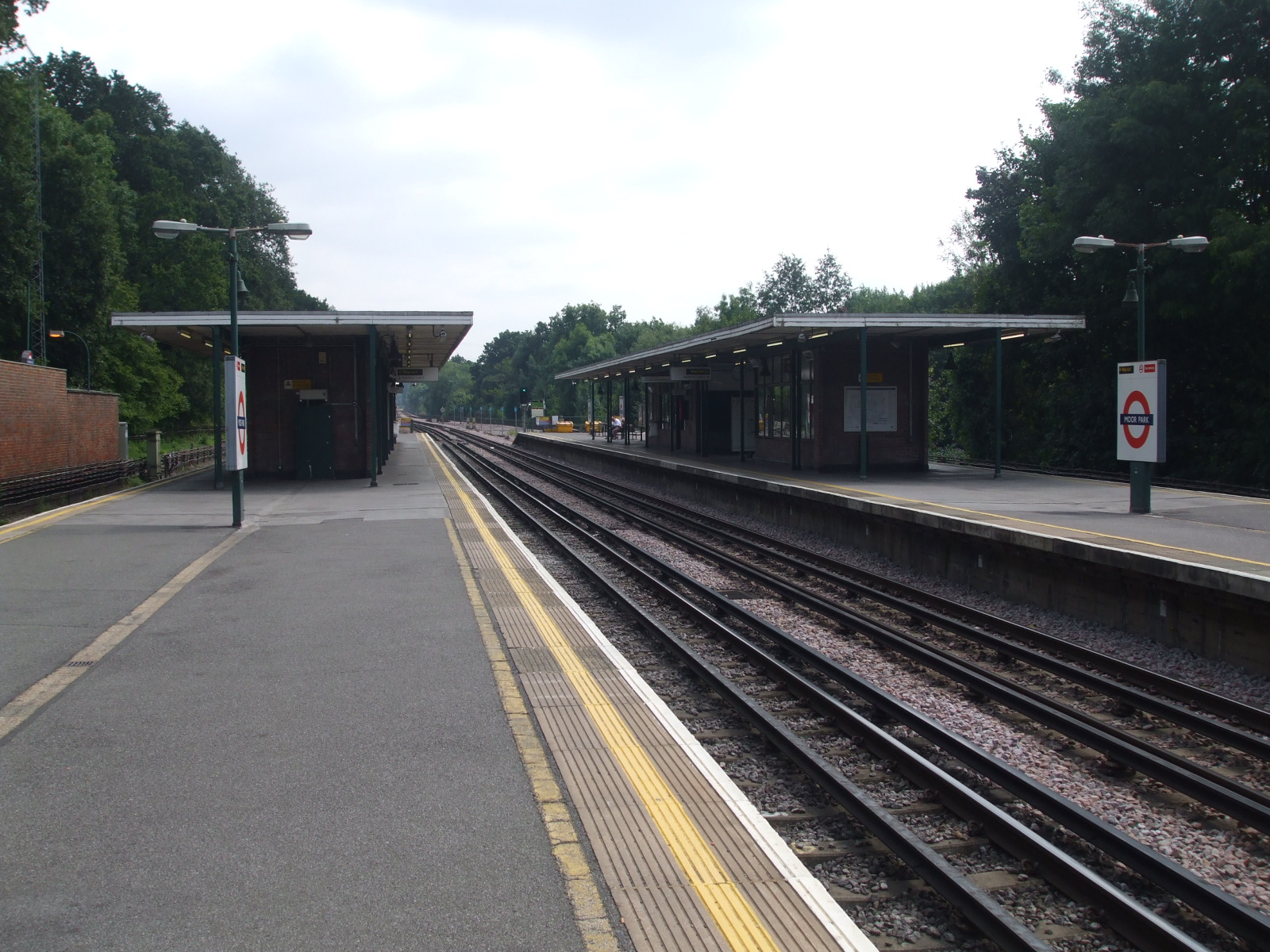
Piattaforma lenta verso sud
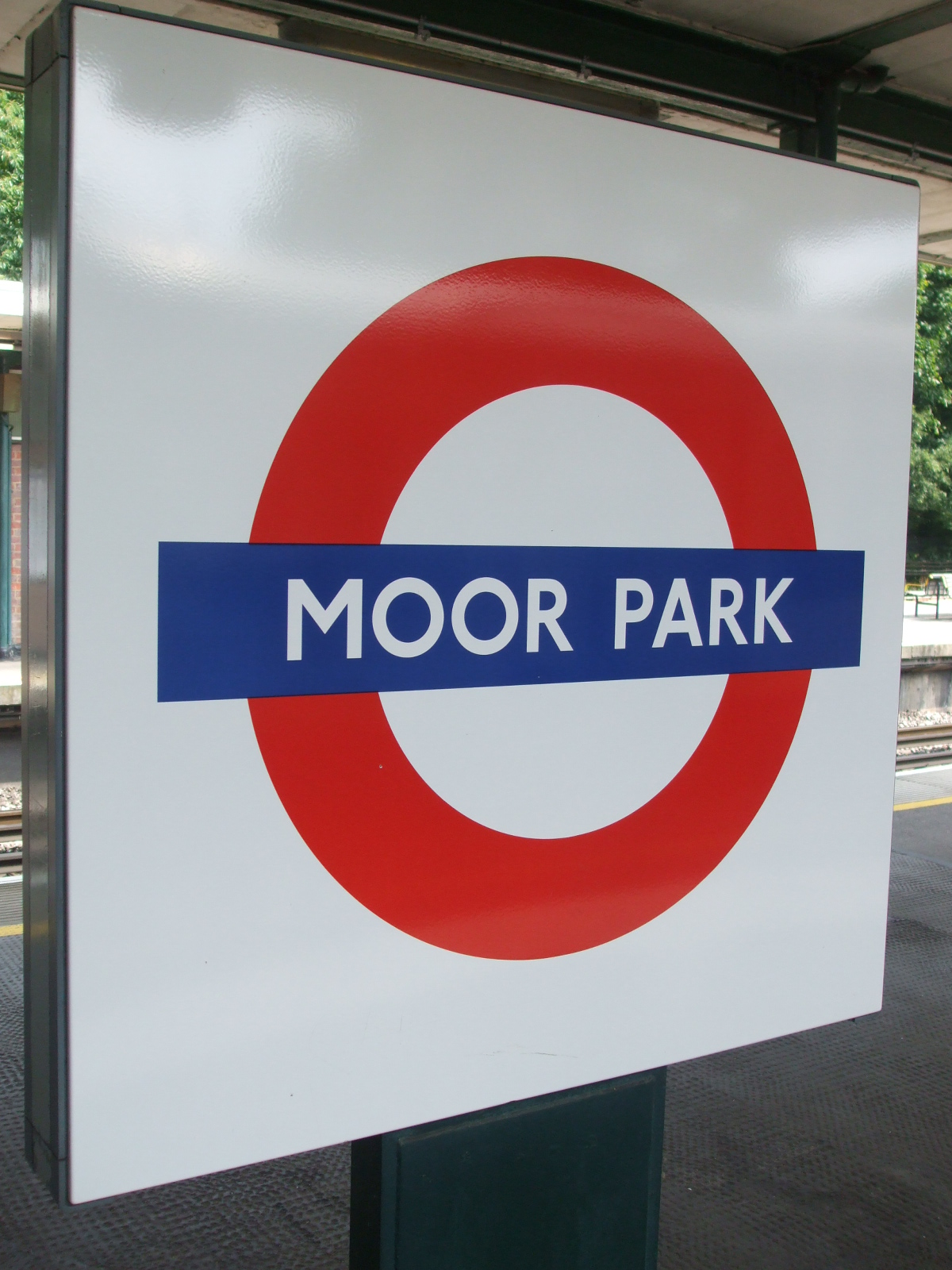
Segnale della stazione